# 鲢鱼
鲢鱼（学名：Hypophthalmichthys molitrix），又叫白鲢、跳鲢、水鲢、鲢子等，為輻鰭魚綱鯉形目鯝科鰱屬的一種淡水魚，是著名的四大家鱼之一。

## 名稱
在中國的標準名稱為白鰱，一般稱為鰱魚，在各地有也存在有「鏢魚」、「鱢魚」的稱呼。在越南則稱為「華南白鰱魚」（Cá mè trắng Hoa Nam）。
鰱魚（：／ Yeon-Eo）一詞在韓語裡則是指壽司料理所使用的鉤吻鮭。

## 分布
本魚原分布於中國的淡水河流中。雖然在原產地的天然水域中已處於近危狀態，但因作為一種食用魚引進到世界各地，對某些地區造成了生態衝擊。

## 特徵

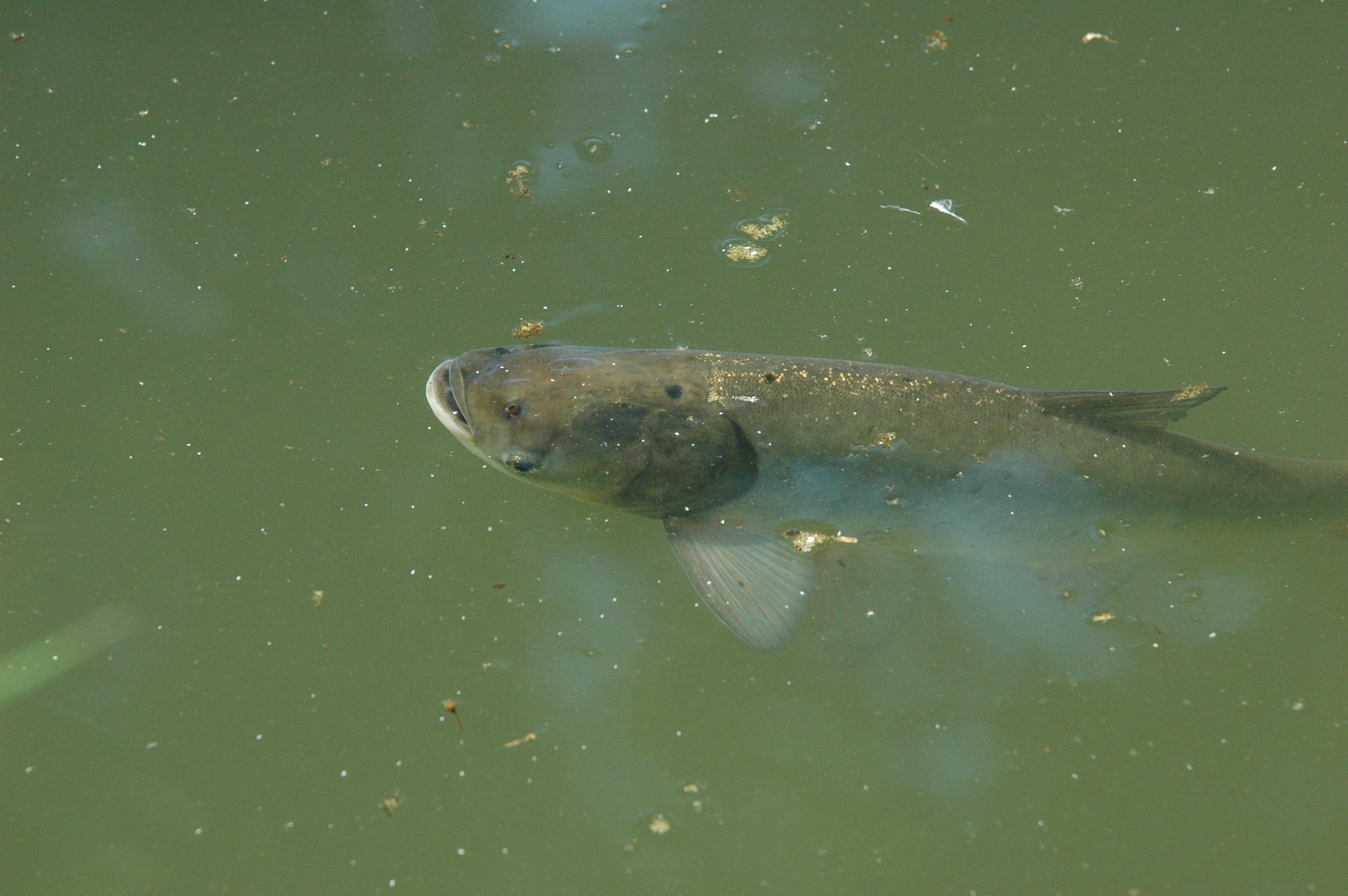
浮在水面的鰱魚

本魚的体形侧扁、稍高，呈纺锤形。背部呈青灰色，两侧及腹部呈白色。头较大，眼睛位置较低。鳞片细小，腹部正中角质棱自胸鳍下方直延到肛门，胸鳍不超过腹鳍基部，各鳍色灰白。形态似鳙鱼。背鰭硬棘1至3枚；背鰭軟條6至7枚；臀鰭硬棘1至3枚；臀鰭軟條10至14枚，體長可達105公分，有一條十分長的觸鬚。

## 生態

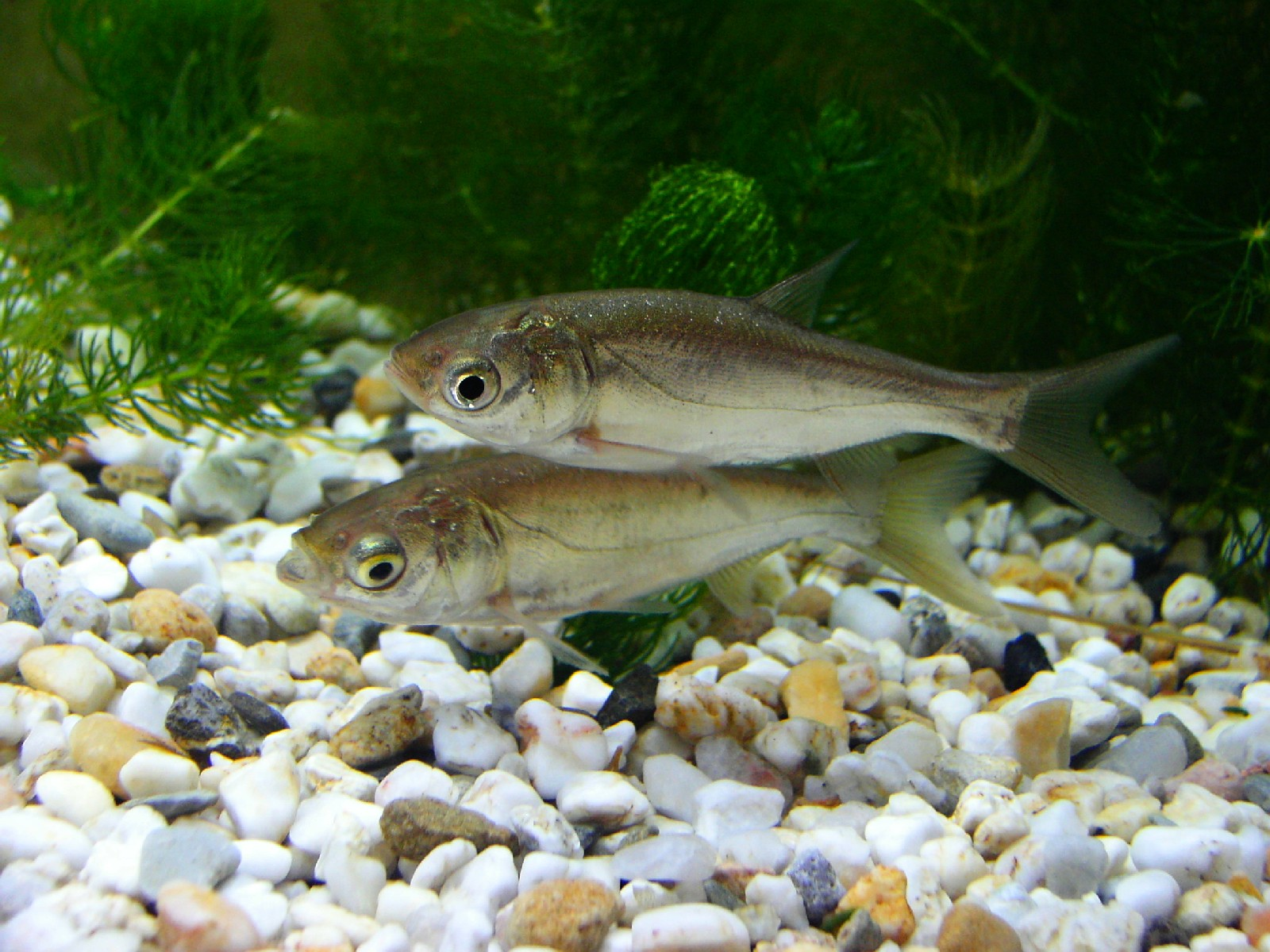
未成年的鰱魚

本魚為初級淡水魚，棲息於江河、水庫及湖泊的上層水域，性急躁，善跳跃。在自然環境內會向上游洄游產卵； 然後卵和幼蟲向下游漂流，幼魚在洪氾區孵化。幼魚以浮游動物為食，一旦達到一定大小，就會轉向以浮游植物為食。該物種目前在其原始分佈範圍內被列為近危，因為其棲息地和繁殖行為受到破壞、污染和過度捕撈的影響。 在其範圍內的中國部分，物種數量下降似乎特別顯著。

## 經濟利用
為人工饲养的大型淡水鱼，生长快、疾病少、产量高，大多与草鱼、鲤鱼等混养。其肉质鲜嫩，营养丰富，是较宜养殖的优良鱼种之一。为台灣主要的淡水养殖鱼类之一。
中医学认为：鲢鱼为温中补气、暖胃、泽肌肤的养生食品，适用于脾胃虚寒体质、溏便、皮肤干燥者，也可用于脾胃气虚所致的乳少等症。

## 外部連接
- 鲢鱼养殖技术 （页面存档备份，存于），中國網絡電視台經濟台